# Венский S-Bahn
Венский S-Bahn (нем. Wiener S-Bahn, Schnellbahn) — система пригородно-внутригородского железнодорожного транспорта (S-Bahn) в Вене, её агломерации и прилегающих землях Австрии. Входит в состав государственных Австрийских железных дорог (Österreichischen Bundesbahnen, ÖBB). Интегрирована в систему городского транспорта Вены, в том числе единым пассажирским билетом в рамках т. н. Восточного транспортного объединения (VOR, Verkehrsverbund Ost Region).

## Сеть
Система нумерации маршрутов была скорректирована в 2005 году так, что номер маршрута однозначно соответствует месту назначения поезда.

### Стволовой коридор
Ядро системы — т. н. Stammstrecke, стволовой коридор — дуга длиной 14 км, охватывающая центральные районы города с севера, востока и юга. Пути по этой трассе впервые проложены в 1838—1841 годах. Электропоезда идут по коридору с интервалом 7,5 минут. Две исторические станции, Strandbäder и Radetzkyplatz, закрыты, и сегодня в коридоре восемь станций:
- Floridsdorf, пересадка на U-bahn (U6)
- Handelskai, пересадка на U-bahn (U6)
- Traisengasse
- Praterstern, пересадка на U-bahn (U1, U2)
- Wien Mitte, пересадка на U-bahn (станция Landstraße U3, U4) и скоростные поезда в аэропорт Швехат
- Rennweg (в одном квартале от посольства РФ)
- Quartier Belvedere
- Hauptbahnhof, пересадка на U-bahn (U1) и на поезда дальнего следования
- Matzleinsdorfer Platz
- Meidling, пересадка на U-bahn (U6)

### Местные внутригородские линии

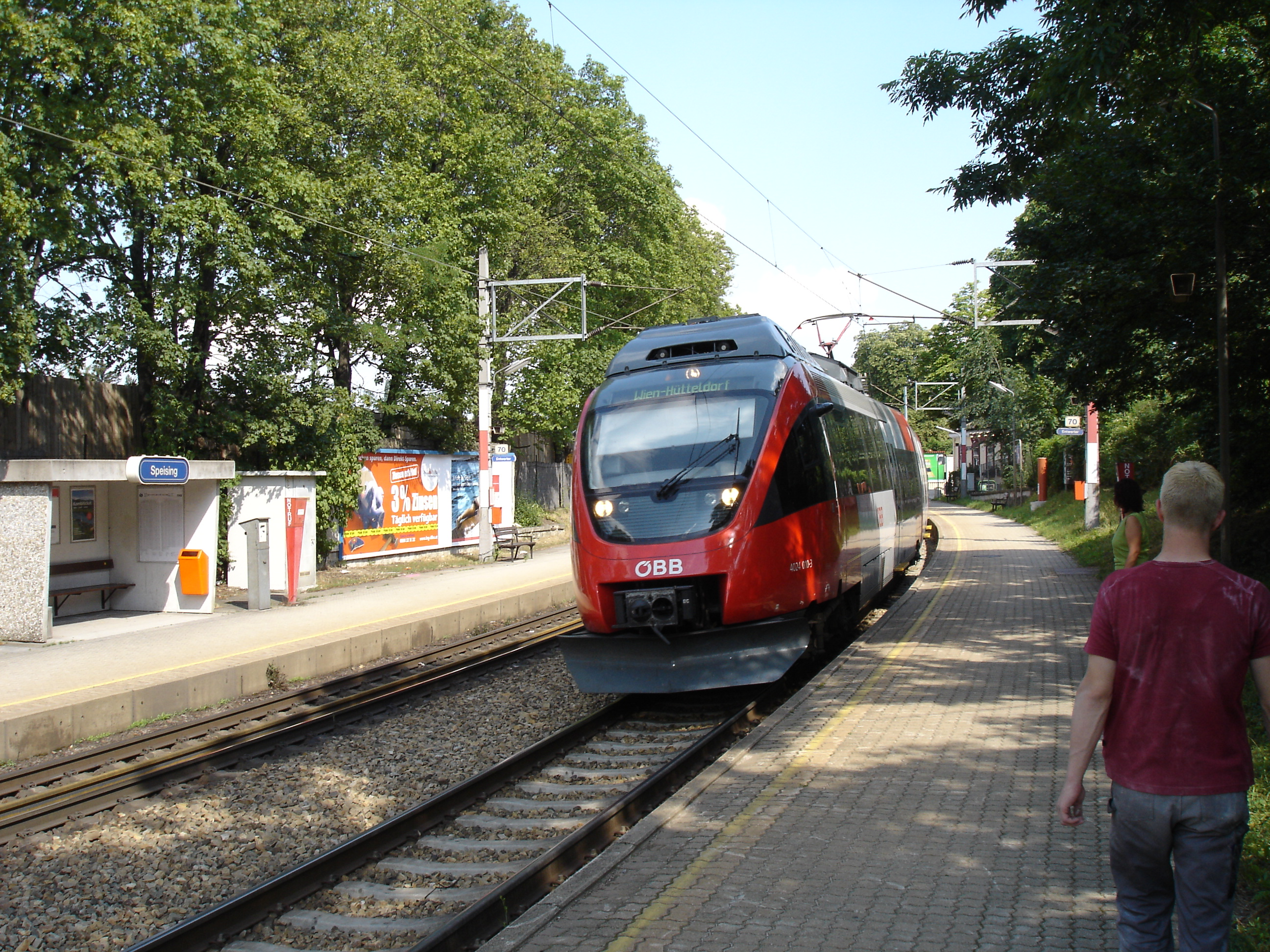
Станция Speising

В черте Вены действует историческая железнодорожная линия:
- S45 Handelskai — Hütteldorf — бывшая пригородная линия (Vorortslinie) Венского штадтбана — замыкает дугу стволового коридора с запада. Длина 15,5 км, интервал движения по будням 10, по выходным 15 минут. Дорога, прорезанная в 1890-е годы через предгорья Каленберга и Лайнцского леса, знаменита своими видами, архитектурой Отто Вагнера и плотностью инженерных сооружений.

### Пригородные направления
- S1 — Wiener Neustadt (Винер Нойштадт) — Gänserndorf (Гензерндорф), 85 км.
- S2 — Wiener Neustadt (Винер Нойштадт) — Laa an der Thaya (Ла-ан-дер-Тайя, граница с Чехией), 130 км.
- S3 — Wiener Neustadt (Винер Нойштадт) — Hollabrunn (Холлабрун), 105,5 км, Wiener Neustadt (Винер Нойштадт) — Absdorf-Hippersdorf, 97 км.
- S7 — Floridsdorf — Wolfsthal (Вольфсталь) через аэропорт Швехат, 63 км. По этому же коридору, по отдельному расписанию, ходит скоростной поезд (CAT) до аэропорта, 20 км.
- S40 — историческая дорога Франца-Йозефа I в Санкт-Пёльтен, 79,5 км.
- S50 — Westbahnhof — Rekawinkel, 24,5 км.
- S60 — Bruck an der Leitha (Брук-ан-дер-Лайта) — Neusidlersee, 80 км.
- S80 — Wiener Neustadt (Винер Нойштадт) — Hirschstetten, 67 км.

## Порядок оплаты и пользования
В пределах города Вены, для проезда на S-Bahn требуется обычный внутригородской билет, действующий на всех видах общественного транспорта. Пассажир обязан самостоятельно прокомпостировать билет в начале поездки (разовый билет действителен в течение полутора часов с момента компостирования), или в начале первой поездки (билет на весь день, 8-дневные билеты и т. п.). В отличие от австрийских поездов дальнего следования, «просто купить» билет у контролёра в поезде нельзя.